# Russie aux Jeux olympiques d'hiver de 1994
La Russie participe aux Jeux olympiques d'hiver de 1994 à Lillehammer en Norvège du 12 au 27 février 1994. Il s'agit de sa première participation à des Jeux d'hiver.

## Liste des médaillés
| Sport                   | Discipline             | Athlète(s)                                                       |
| Médailles d'or : 11     |                        |                                                                  |
| Biathlon                | Sprint hommes          | Sergey Chepikov                                                  |
| Biathlon                | Individuel hommes      | Sergey Tarasov                                                   |
| Biathlon                | Relais femmes          | Nadejda Talanova Natalia Snitina Luiza Noskova Anfisa Reztsova   |
| Patinage artistique     | Hommes                 | Aleksey Urmanov                                                  |
| Patinage artistique     | Couples                | Ekaterina Gordeeva et Sergueï Grinkov                            |
| Patinage artistique     | Danse sur glace        | Oksana Grichtchouk et Ievgueni Platov                            |
| Patinage de vitesse     | 500 m hommes           | Aleksandr Golubev                                                |
| Patinage de vitesse     | 3 000 m femmes         | Svetlana Bazhanova                                               |
| Ski de fond             | 5 km classique femmes  | Lioubov Iegorova                                                 |
| Ski de fond             | 10 km poursuite femmes | Lioubov Iegorova                                                 |
| Ski de fond             | Relais 4 × 5 km femmes | Elena Välbe Larisa Lazutina Nina Gavriljuk Lioubov Iegorova      |
| Médailles d'argent : 8  |                        |                                                                  |
| Biathlon                | Relais hommes          | Valeri Kirienko Vladimir Dratchev Sergey Tarasov Sergey Chepikov |
| Patinage artistique     | Couples                | Natalia Mishkutenok et Artur Dmitriev                            |
| Patinage artistique     | Danse sur glace        | Maïa Oussova et Alexandre Jouline                                |
| Patinage de vitesse     | 500 m hommes           | Sergey Klevchenya                                                |
| Patinage de vitesse     | 1 500 m femmes         | Svetlana Fedotkina                                               |
| Ski acrobatique         | Bosses hommes          | Sergei Shupletsov                                                |
| Ski alpin               | Super-G femmes         | Svetlana Gladishiva                                              |
| Ski de fond             | 15 km classique femmes | Lioubov Iegorova                                                 |
| Médailles de bronze : 4 |                        |                                                                  |
| Biathlon                | Sprint hommes          | Sergey Tarasov                                                   |
| Patinage de vitesse     | 1 000 m hommes         | Sergey Klevchenya                                                |
| Ski acrobatique         | Bosses femmes          | Elizaveta Kozhevnikova                                           |
| Ski de fond             | 15 km classique femmes | Nina Gavriljuk                                                   |

| Sport               | Médaille d'or, Jeux olympiques | Médaille d'argent, Jeux olympiques | Médaille de bronze, Jeux olympiques | Total |
| ------------------- | ------------------------------ | ---------------------------------- | ----------------------------------- | ----- |
| Patinage artistique | 3                              | 2                                  | 0                                   | 5     |
| Biathlon            | 3                              | 1                                  | 1                                   | 5     |
| Ski de fond         | 3                              | 1                                  | 1                                   | 5     |
| Patinage de vitesse | 2                              | 2                                  | 1                                   | 5     |
| Ski acrobatique     | 0                              | 1                                  | 1                                   | 2     |
| Ski alpin           | 0                              | 1                                  | 0                                   | 1     |
| Total               | 11                             | 8                                  | 4                                   | 23    |